# Liste der Nummer-eins-Hits in Belgien (2009)
Dies ist eine Liste der Nummer-eins-Hits in Belgien im Jahr 2009. Für die niederländischsprachigen Landesteile (Flandern) und die französischsprachigen Landesteile (Wallonie) werden getrennte Charts ermittelt. Veröffentlicht werden die Charts von Ultratop, das auf Initiative der Belgian Entertainment Association (BEA), der Vereinigung der Musik-, Film- und Spieleindustrie des Landes, entstanden ist.

## Flandern

### Singles
| ← 2008 ← | Liste der Nummer-eins-Hits in Belgien (Flandern) | Liste der Nummer-eins-Hits in Belgien (Flandern)     | Liste der Nummer-eins-Hits in Belgien (Flandern) | 2010 → |
| \| Zeitraum \| Wo. ges. \| Interpret \| Titel Autor(en) \| Zusätzliche Informationen \| \| (Zeitraum, Wochen auf Platz eins, Interpret, Titel, Autor[en], zusätzliche Informationen) \| \| \| \| \| \| ----------------------------------------------------------------------------------------- \| -------- \| ---------------------------------------------------- \| ------------------------------------------------------------------------------------------------------------------------------------------------------------------------------------------------------ \| -------------------------------------------------------------------------------------------------------------------------------------------------------------------------------------------------------------------------------------------------------------------------------------------------------------------------------------------------------------------------------------------------------------------------------------------------------------------------------------- \| \| 27. Dezember 2008 – 30. Januar 2009 5 Wochen \| 5 \| Tom Helsen & Geike Arnaert \| Home Tom Georges M. Helsen \| Mit diesem Song wurde die Aktion Music for Life von Studio Brussel unterstützt. Sowohl für Tom Helsen als auch für die Hooverphonic-Sängerin Geike Arnaert stellt dies den ersten Nummer-eins-Hit dar. \| \| 31. Januar 2009 – 13. Februar 2009 2 Wochen \| 2 \| Kings of Leon \| Use Somebody Michael Jared Followill, Cameron Matthew Followill, Ivan Nathaniel Followill, Anthony Caleb Followill \| Der erste Nummer-eins-Hit der Gruppe in Flandern, im Übrigen eine von wenigen Spitzenpositionen für diesen Song in Europa. \| \| 14. Februar 2009 – 20. Februar 2009 1 Woche (insgesamt 2) \| 2 \| Andy Sierens A.K.A. Vijvenveertig feat. Hooverphonic \| Mijn leven Alex Callier, Andy Sierens, Seppe De Klerck, Pinar Yavas \| Dieser Song entstand im Rahmen der VTM-Sendung Hart voor Mekaar. Der rappende Krebspatient Andy Sierens erfüllte sich seinen Traum, mit der Gruppe Hooverphonic singen zu dürfen. Sierens erlebte die Veröffentlichung nicht mehr: Er starb bereits am 16. Dezember 2008 im Alter von 22 Jahren. Die Einnahmen aus dem Song kamen der Krebshilfe zugute. Für Hooverphonic ist dies der erste Nummer-eins-Hit in Flandern und zudem der vorerst letzte Song mit Sängerin Geike Arnaert. \| \| 21. Februar 2009 – 27. Februar 2009 1 Woche (insgesamt 9) \| 9 \| Lady Gaga \| Poker Face Stefani Germanotta, Nadir Khayat \| Dieser Song brachte der Sängerin den internationalen Durchbruch. \| \| 28. Februar 2009 – 6. März 2009 1 Woche (insgesamt 2) \| 2 \| Andy Sierens A.K.A. Vijvenveertig feat. Hooverphonic \| Mijn leven Alex Callier, Andy Sierens, Seppe De Klerck, Pinar Yavas \| – \| \| 7. März 2009 – 1. Mai 2009 8 Wochen (insgesamt 9) \| 9 \| Lady Gaga \| Poker Face Stefani Germanotta, Nadir Khayat \| – \| \| 2. Mai 2009 – 15. Mai 2009 2 Wochen (insgesamt 3) \| 3 \| Hadise \| Düm tek tek Musik: Sinan Akçıl; Text: Stefaan Yves Geert Fernande, Hadise Açıkgöz, Sinan Akçıl \| Mit diesem Titel vertrat die in Mol geborene Sängerin die Türkei beim Eurovision Song Contest 2009 und war, sowohl von der Platzierung beim ESC (Platz 4) als auch kommerziell, weitaus erfolgreicher als der belgische Beitrag. \| \| 16. Mai 2009 – 22. Mai 2009 1 Woche \| 1 \| Emilíana Torrini \| Jungle Drum Daniel de Mussenden Carey, Emilíana Torrini \| Belgien war eines der ersten Länder, in dem der Song der Isländerin an die Chartspitze kam. Später wurde der Titel in Deutschland ein Sommerhit. \| \| 23. Mai 2009 – 29. Mai 2009 1 Woche (insgesamt 3) \| 3 \| Hadise \| Düm tek tek Musik: Sinan Akçıl; Text: Stefaan Yves Geert Fernande, Hadise Açıkgöz, Sinan Akçıl \| – \| \| 30. Mai 2009 – 5. Juni 2009 1 Woche \| 1 \| Alexander Rybak \| Fairytale Alexander Rybak \| Auch der Siegertitel des ESC in Moskau schaffte es an die Spitze. Dies stellt zugleich einen der wenigen Nummer-eins-Erfolge des Titels außerhalb Skandinaviens dar. \| \| 6. Juni 2009 – 26. Juni 2009 3 Wochen \| 3 \| Lily Allen \| Fuck You Lily Rose Beatrice Allen, Greg Kurstin \| Lediglich in Belgien schaffte es der Titel auf Platz 1, es ist der erste Spitzenplatz für die Sängerin in diesem Land. \| \| 27. Juni 2009 – 3. Juli 2009 1 Woche \| 1 \| The Black Eyed Peas \| Boom Boom Pow William Adams, Allan Apll Pineda, Jaime Gomez, Stacy Ferguson \| Für die Black Eyed Peas ist es bereits der vierte Nummer-eins-Erfolg in den flämischen Singlecharts. \| \| 4. Juli 2009 – 17. Juli 2009 2 Wochen (insgesamt 3) \| 3 \| Pitbull \| I Know You Want Me (Calle Ocho) Armando Christian Perez, Daniel Seraphine, David James Wolinski, Stefano Bosco, Nicola Fasano, Patrick Gonella, Edward E. Bello \| Zwei Jahre nach seiner ersten Chartplatzierung hat der Rapper aus Miami seinen ersten Nummer-eins-Hit. \| \| 18. Juli 2009 – 31. Juli 2009 2 Wochen \| 2 \| Milk Inc. \| Blackout Reginald Paul Stefan Penxten, Filip Lieven Karel Vandueren \| Für die Dance-Formation ist es der dritte Nummer-eins-Hit in Flandern. \| \| 1. August 2009 – 7. August 2009 1 Woche (insgesamt 3) \| 3 \| Pitbull \| I Know You Want Me (Calle Ocho) Armando Christian Perez, Daniel Seraphine, David James Wolinski, Stefano Bosco, Nicola Fasano, Patrick Gonella, Edward E. Bello \| – \| \| 8. August 2009 – 2. Oktober 2009 8 Wochen \| 8 \| The Black Eyed Peas \| I Gotta Feeling Pierre David Guetta, Frederic Jean Riesterer, William Adams, Allan Apll Pineda, Jaime Gomez, Stacy Ferguson \| Auch der Nachfolger von Boom Boom Pow erreicht Platz 1, zudem ist dies der erste Nummer-eins-Erfolg von David Guetta als Autor. \| \| 3. Oktober 2009 – 9. Oktober 2009 1 Woche \| 1 \| David Guetta feat. Akon \| Sexy Bitch Pierre David Guetta, Jean-Claude Sindres, Aliaune Thiam, Sandy Julien Wilhelm, Giorgio H. Tuinfort \| Sieben Jahre nach seiner ersten Chartplatzierung in Flandern wird David Guetta erstmals auch als Interpret der Platz an der Chartspitze zuteil. Auch Akon steht erstmals auf Platz 1, vier Jahre nach seiner ersten Chartnotation. \| \| 10. Oktober 2009 – 16. Oktober 2009 1 Woche \| 1 \| Editors \| Papillon Thomas Michael Henry Smith, Christopher Dominic Urbanowicz, Russell Leetch, Edward Owen Lay \| Für die britische Indie-Rock-Gruppe ist dies, auf Singles bezogen, der erste Nummer-eins-Erfolg überhaupt. \| \| 17. Oktober 2009 – 4. Dezember 2009 7 Wochen \| 7 \| K3 \| MaMaSé! Peter Jules Gillis, Alain Robert Anna Vande Putte, Miguel Jose Eric Wiels \| Der zweite Nummer-eins-Hit der Girlgroup ist zugleich der erste Song mit dem neuen Bandmitglied Josje Huisman. \| \| 5. Dezember 2009 – 15. Januar 2010 6 Wochen \| 6 \| The Black Eyed Peas \| Meet Me Halfway Sylvia Gordon, William Adams, Jean Baptiste Kouamé, Stacy Ferguson, Jaime Gomez, Keith Harris, Allan Apll Pineda, Printz Board, Karen Lee Orzolek, Nicholas Joseph Zinner, Brian Chase \| Auch die dritte Singleauskopplung aus dem Album The E.N.D. erklimmt die Chartspitze. \| |                                                  |                                                      | | |
| ← 2008 |                                                  |                                                      | | → 2010 → |
| Zeitraum | Wo. ges.                                         | Interpret                                            | Titel Autor(en) | Zusätzliche Informationen |
| (Zeitraum, Wochen auf Platz eins, Interpret, Titel, Autor[en], zusätzliche Informationen) |                                                  |                                                      | | |
| 27. Dezember 2008 – 30. Januar 2009 5 Wochen | 5                                                | Tom Helsen & Geike Arnaert                           | Home Tom Georges M. Helsen | Mit diesem Song wurde die Aktion Music for Life von Studio Brussel unterstützt. Sowohl für Tom Helsen als auch für die Hooverphonic-Sängerin Geike Arnaert stellt dies den ersten Nummer-eins-Hit dar. |
| 31. Januar 2009 – 13. Februar 2009 2 Wochen | 2                                                | Kings of Leon                                        | Use Somebody Michael Jared Followill, Cameron Matthew Followill, Ivan Nathaniel Followill, Anthony Caleb Followill                                                                                     | Der erste Nummer-eins-Hit der Gruppe in Flandern, im Übrigen eine von wenigen Spitzenpositionen für diesen Song in Europa. |
| 14. Februar 2009 – 20. Februar 2009 1 Woche (insgesamt 2) | 2                                                | Andy Sierens A.K.A. Vijvenveertig feat. Hooverphonic | Mijn leven Alex Callier, Andy Sierens, Seppe De Klerck, Pinar Yavas | Dieser Song entstand im Rahmen der VTM-Sendung Hart voor Mekaar. Der rappende Krebspatient Andy Sierens erfüllte sich seinen Traum, mit der Gruppe Hooverphonic singen zu dürfen. Sierens erlebte die Veröffentlichung nicht mehr: Er starb bereits am 16. Dezember 2008 im Alter von 22 Jahren. Die Einnahmen aus dem Song kamen der Krebshilfe zugute. Für Hooverphonic ist dies der erste Nummer-eins-Hit in Flandern und zudem der vorerst letzte Song mit Sängerin Geike Arnaert. |
| 21. Februar 2009 – 27. Februar 2009 1 Woche (insgesamt 9) | 9                                                | Lady Gaga                                            | Poker Face Stefani Germanotta, Nadir Khayat | Dieser Song brachte der Sängerin den internationalen Durchbruch. |
| 28. Februar 2009 – 6. März 2009 1 Woche (insgesamt 2) | 2                                                | Andy Sierens A.K.A. Vijvenveertig feat. Hooverphonic | Mijn leven Alex Callier, Andy Sierens, Seppe De Klerck, Pinar Yavas | – |
| 7. März 2009 – 1. Mai 2009 8 Wochen (insgesamt 9) | 9                                                | Lady Gaga                                            | Poker Face Stefani Germanotta, Nadir Khayat | – |
| 2. Mai 2009 – 15. Mai 2009 2 Wochen (insgesamt 3) | 3                                                | Hadise                                               | Düm tek tek Musik: Sinan Akçıl; Text: Stefaan Yves Geert Fernande, Hadise Açıkgöz, Sinan Akçıl | Mit diesem Titel vertrat die in Mol geborene Sängerin die Türkei beim Eurovision Song Contest 2009 und war, sowohl von der Platzierung beim ESC (Platz 4) als auch kommerziell, weitaus erfolgreicher als der belgische Beitrag. |
| 16. Mai 2009 – 22. Mai 2009 1 Woche | 1                                                | Emilíana Torrini                                     | Jungle Drum Daniel de Mussenden Carey, Emilíana Torrini | Belgien war eines der ersten Länder, in dem der Song der Isländerin an die Chartspitze kam. Später wurde der Titel in Deutschland ein Sommerhit. |
| 23. Mai 2009 – 29. Mai 2009 1 Woche (insgesamt 3) | 3                                                | Hadise                                               | Düm tek tek Musik: Sinan Akçıl; Text: Stefaan Yves Geert Fernande, Hadise Açıkgöz, Sinan Akçıl | – |
| 30. Mai 2009 – 5. Juni 2009 1 Woche | 1                                                | Alexander Rybak                                      | Fairytale Alexander Rybak | Auch der Siegertitel des ESC in Moskau schaffte es an die Spitze. Dies stellt zugleich einen der wenigen Nummer-eins-Erfolge des Titels außerhalb Skandinaviens dar. |
| 6. Juni 2009 – 26. Juni 2009 3 Wochen | 3                                                | Lily Allen                                           | Fuck You Lily Rose Beatrice Allen, Greg Kurstin | Lediglich in Belgien schaffte es der Titel auf Platz 1, es ist der erste Spitzenplatz für die Sängerin in diesem Land. |
| 27. Juni 2009 – 3. Juli 2009 1 Woche | 1                                                | The Black Eyed Peas                                  | Boom Boom Pow William Adams, Allan Apll Pineda, Jaime Gomez, Stacy Ferguson | Für die Black Eyed Peas ist es bereits der vierte Nummer-eins-Erfolg in den flämischen Singlecharts. |
| 4. Juli 2009 – 17. Juli 2009 2 Wochen (insgesamt 3) | 3                                                | Pitbull                                              | I Know You Want Me (Calle Ocho) Armando Christian Perez, Daniel Seraphine, David James Wolinski, Stefano Bosco, Nicola Fasano, Patrick Gonella, Edward E. Bello                                        | Zwei Jahre nach seiner ersten Chartplatzierung hat der Rapper aus Miami seinen ersten Nummer-eins-Hit. |
| 18. Juli 2009 – 31. Juli 2009 2 Wochen | 2                                                | Milk Inc.                                            | Blackout Reginald Paul Stefan Penxten, Filip Lieven Karel Vandueren | Für die Dance-Formation ist es der dritte Nummer-eins-Hit in Flandern. |
| 1. August 2009 – 7. August 2009 1 Woche (insgesamt 3) | 3                                                | Pitbull                                              | I Know You Want Me (Calle Ocho) Armando Christian Perez, Daniel Seraphine, David James Wolinski, Stefano Bosco, Nicola Fasano, Patrick Gonella, Edward E. Bello                                        | – |
| 8. August 2009 – 2. Oktober 2009 8 Wochen | 8                                                | The Black Eyed Peas                                  | I Gotta Feeling Pierre David Guetta, Frederic Jean Riesterer, William Adams, Allan Apll Pineda, Jaime Gomez, Stacy Ferguson                                                                            | Auch der Nachfolger von Boom Boom Pow erreicht Platz 1, zudem ist dies der erste Nummer-eins-Erfolg von David Guetta als Autor. |
| 3. Oktober 2009 – 9. Oktober 2009 1 Woche | 1                                                | David Guetta feat. Akon                              | Sexy Bitch Pierre David Guetta, Jean-Claude Sindres, Aliaune Thiam, Sandy Julien Wilhelm, Giorgio H. Tuinfort                                                                                          | Sieben Jahre nach seiner ersten Chartplatzierung in Flandern wird David Guetta erstmals auch als Interpret der Platz an der Chartspitze zuteil. Auch Akon steht erstmals auf Platz 1, vier Jahre nach seiner ersten Chartnotation. |
| 10. Oktober 2009 – 16. Oktober 2009 1 Woche | 1                                                | Editors                                              | Papillon Thomas Michael Henry Smith, Christopher Dominic Urbanowicz, Russell Leetch, Edward Owen Lay                                                                                                   | Für die britische Indie-Rock-Gruppe ist dies, auf Singles bezogen, der erste Nummer-eins-Erfolg überhaupt. |
| 17. Oktober 2009 – 4. Dezember 2009 7 Wochen | 7                                                | K3                                                   | MaMaSé! Peter Jules Gillis, Alain Robert Anna Vande Putte, Miguel Jose Eric Wiels | Der zweite Nummer-eins-Hit der Girlgroup ist zugleich der erste Song mit dem neuen Bandmitglied Josje Huisman. |
| 5. Dezember 2009 – 15. Januar 2010 6 Wochen | 6                                                | The Black Eyed Peas                                  | Meet Me Halfway Sylvia Gordon, William Adams, Jean Baptiste Kouamé, Stacy Ferguson, Jaime Gomez, Keith Harris, Allan Apll Pineda, Printz Board, Karen Lee Orzolek, Nicholas Joseph Zinner, Brian Chase | Auch die dritte Singleauskopplung aus dem Album The E.N.D. erklimmt die Chartspitze. |

### Alben
| ← 2008 ← | Liste der Nummer-eins-Hits in Belgien (Flandern) | Liste der Nummer-eins-Hits in Belgien (Flandern) | Liste der Nummer-eins-Hits in Belgien (Flandern) | 2010 → |
| \| Zeitraum \| Wo. ges. \| Interpret \| Titel \| Zusätzliche Informationen \| \| (Zeitraum, Wochen auf Platz eins, Interpret, Titel, zusätzliche Informationen) \| \| \| \| \| \| ------------------------------------------------------------------------------ \| -------- \| -------------------------- \| -------------------------------------- \| ------------------------------------------------------------------------------------------------------------------------------------------------------------------------------------------------------------------------------------------------------------------------------------------------------------------------- \| \| 20. Dezember 2008 – 2. Januar 2009 2 Wochen \| 2 \| Enya \| And Winter Came… \| – \| \| 3. Januar 2009 – 23. Januar 2009 3 Wochen (insgesamt 6) \| 6 \| Marco Borsato \| Wit licht \| Für den Niederländer ist dies das sechste Nummer-eins-Album in Flandern. Wenig später erreicht eine Live-Version dieses Albums Platz 3 der flämischen Charts. \| \| 24. Januar 2009 – 30. Januar 2009 1 Woche (insgesamt 4) \| 4 \| Kings of Leon \| Only by the Night \| Für die amerikanische Rockband ist dies das erste Nummer-eins-Album in Flandern. \| \| 31. Januar 2009 – 6. Februar 2009 1 Woche \| 1 \| Antony and the Johnsons \| The Crying Light \| Für die Formation um Antony Hegarty ist dies die erste Nummer 1 in Flandern und das zweite Album in den Charts. \| \| 7. Februar 2009 – 20. Februar 2009 2 Wochen \| 2 \| Bruce Springsteen \| Working on a Dream \| Zum dritten Mal seit 1995 steht „The Boss“ an der Spitze der Albumcharts in Flandern. \| \| 21. Februar 2009 – 6. März 2009 2 Wochen (insgesamt 4) \| 4 \| Kings of Leon \| Only by the Night \| – \| \| 7. März 2009 – 3. April 2009 4 Wochen \| 4 \| U2 \| No Line on the Horizon \| Dies ist bereits das sechste Nummer-eins-Album der Gruppe seit 1995. \| \| 4. April 2009 – 10. April 2009 1 Woche \| 1 \| Yevgueni \| We zijn hier nu toch \| Die Kleinkunstgruppe um Klaas Delrue und Geert Noppe steht mit ihrem dritten Album erstmals an der Spitze. \| \| 11. April 2009 – 17. April 2009 1 Woche (insgesamt 4) \| 4 \| Kings of Leon \| Only by the Night \| – \| \| 18. April 2009 – 1. Mai 2009 2 Wochen \| 2 \| Free Souffriau \| Zingt Ann Christy – Een beetje anNders \| Mit ihren Neuinterpretationen von Ann Christy bringt Free Souffriau erstmals ein Album unter ihrem Namen heraus und gelangt damit an die Spitze. Zuvor spielte sie bereits die Hauptrolle in der Kinderserie Mega Mindy und sang auch die dazugehörige Musik. \| \| 2. Mai 2009 – 15. Mai 2009 2 Wochen \| 2 \| Natalia \| Wise Girl \| Das dritte Nummer-eins-Album der Sängerin aus Oevel. \| \| 16. Mai 2009 – 29. Mai 2009 2 Wochen (insgesamt 3) \| 3 \| The Sunsets \| The Sunsets \| Auf ihrem ersten Album spielt das Akkordeon-Duo hauptsächlich bekannte niederländischsprachige Schlager und erreicht damit den ersten Platz. \| \| 30. Mai 2009 – 5. Juni 2009 1 Woche \| 1 \| Eminem \| Relapse \| Für den US-Rapper ist es das dritte Nummer-eins-Album und das erste seit sieben Jahren. \| \| 6. Juni 2009 – 12. Juni 2009 1 Woche (insgesamt 3) \| 3 \| The Sunsets \| The Sunsets \| – \| \| 13. Juni 2009 – 19. Juni 2009 1 Woche (insgesamt 3) \| 3 \| Eels \| Hombre lobo \| Die US-Rockband steht, 13 Jahre nach ihrem Debüt, erstmals auf Rang 1. \| \| 20. Juni 2009 – 26. Juni 2009 1 Woche \| 1 \| Placebo \| Battle for the Sun \| Nach Meds ist dies bereits die zweite Nummer 1 in den Albumcharts. \| \| 27. Juni 2009 – 10. Juli 2009 2 Wochen (insgesamt 3) \| 3 \| Eels \| Hombre lobo \| – \| \| 11. Juli 2009 – 17. Juli 2009 1 Woche (insgesamt 4) \| 4 \| Michael Jackson \| The Collection \| Nach seinem plötzlichen Tod erklomm eine Zusammenstellung mehrerer Alben des „King of Pop“ die Chartspitze. \| \| 18. Juli 2009 – 24. Juli 2009 1 Woche \| 1 \| Michael Jackson \| King of Pop \| Auch die Belgian Edition des Best-of-Albums erreichte, knapp ein Jahr nach seiner Erstveröffentlichung, die Höchstposition. \| \| 25. Juli 2009 – 14. August 2009 3 Wochen (insgesamt 4) \| 4 \| Michael Jackson \| The Collection \| – \| \| 15. August 2009 – 28. August 2009 2 Wochen \| 2 \| Christoff \| 1001 nachten \| Mit seinem siebten Album steht der Schlagersänger erstmals an vorderster Position der Charts. \| \| 29. August 2009 – 4. September 2009 1 Woche (insgesamt 2) \| 2 \| Lindsay \| De mooiste dag \| Mit ihrem Debütalbum kann die Schlagersängerin einen Nummer-eins-Erfolg landen. Auf diesem Album sind auch einige Kollaborationen mit Christoff und den Sunsets zu hören, welche zuvor noch mit ihren Alben vorne lagen. \| \| 5. September 2009 – 11. September 2009 1 Woche \| 1 \| Arctic Monkeys \| Humbug \| Mit ihrem dritten Album schaffen es die Indie-Rocker aus Sheffield erstmals auf den ersten Platz. \| \| 12. September 2009 – 18. September 2009 1 Woche (insgesamt 2) \| 2 \| Lindsay \| De mooiste dag \| – \| \| 19. September 2009 – 2. Oktober 2009 2 Wochen \| 2 \| Muse \| The Resistance \| Nach Black Holes & Revelations ist dies das zweite Nummer-eins-Album der britischen Rockgruppe. \| \| 3. Oktober 2009 – 9. Oktober 2009 1 Woche \| 1 \| Madonna \| Celebration \| Das Best-of-Album der „Queen of Pop“ ist zugleich die fünfte Nummer 1 in Flandern seit 1995. \| \| 10. Oktober 2009 – 23. Oktober 2009 2 Wochen \| 2 \| (Verschiedene Interpreten) \| Junior Eurosong 2009 \| Das Doppelalbum zum belgischen Vorentscheid zum Junior Eurovision Song Contest 2009 erreicht, wie bereits zwei Jahre zuvor, die Chartspitze. In diesem Jahr wurden die Lieder in jeweils zwei Versionen aufgenommen. Siegerin ist Laura Omloop mit Zo verliefd (Yodelo), beim JESC in Kiew belegt sie damit den 4. Platz. \| \| 24. Oktober 2009 – 6. November 2009 2 Wochen (insgesamt 3) \| 3 \| Clouseau \| Zij aan zij \| Zum achten Mal seit 1995 steht Clouseau an der Spitze. Zuvor erlangte die Single-Auskopplung Leve België Aufmerksamkeit, welche sich für die Einheit Belgiens einsetzt. \| \| 7. November 2009 – 13. November 2009 1 Woche (insgesamt 2) \| 2 \| Michael Jackson \| This Is It \| Das Album zum Konzertfilm ist bereits die dritte Nummer eins für Michael Jackson im Jahr 2009 und die sechste Nummer eins seit 1995. \| \| 14. November 2009 – 20. November 2009 1 Woche (insgesamt 3) \| 3 \| Clouseau \| Zij aan zij \| – \| \| 21. November 2009 – 27. November 2009 1 Woche \| 1 \| Michael Jackson \| This Is It \| – \| \| 28. November 2009 – 15. Januar 2010 7 Wochen \| 7 \| K3 \| MaMaSé! \| Das Doppelalbum, zugleich das erste mit dem neuen Bandmitglied Josje Huisman, enthält sowohl neue Songs als auch Neuinterpretationen früherer Titel. Für die Gruppe ist es das siebte Nummer-eins-Album in Flandern. \| |                                                  |                                                  |                                                  | |
| ← 2008 |                                                  |                                                  |                                                  | → 2010 → |
| Zeitraum | Wo. ges.                                         | Interpret                                        | Titel                                            | Zusätzliche Informationen |
| (Zeitraum, Wochen auf Platz eins, Interpret, Titel, zusätzliche Informationen) |                                                  |                                                  |                                                  | |
| 20. Dezember 2008 – 2. Januar 2009 2 Wochen | 2                                                | Enya                                             | And Winter Came…                                 | – |
| 3. Januar 2009 – 23. Januar 2009 3 Wochen (insgesamt 6) | 6                                                | Marco Borsato                                    | Wit licht                                        | Für den Niederländer ist dies das sechste Nummer-eins-Album in Flandern. Wenig später erreicht eine Live-Version dieses Albums Platz 3 der flämischen Charts. |
| 24. Januar 2009 – 30. Januar 2009 1 Woche (insgesamt 4) | 4                                                | Kings of Leon                                    | Only by the Night                                | Für die amerikanische Rockband ist dies das erste Nummer-eins-Album in Flandern. |
| 31. Januar 2009 – 6. Februar 2009 1 Woche | 1                                                | Antony and the Johnsons                          | The Crying Light                                 | Für die Formation um Antony Hegarty ist dies die erste Nummer 1 in Flandern und das zweite Album in den Charts. |
| 7. Februar 2009 – 20. Februar 2009 2 Wochen | 2                                                | Bruce Springsteen                                | Working on a Dream                               | Zum dritten Mal seit 1995 steht „The Boss“ an der Spitze der Albumcharts in Flandern. |
| 21. Februar 2009 – 6. März 2009 2 Wochen (insgesamt 4) | 4                                                | Kings of Leon                                    | Only by the Night                                | – |
| 7. März 2009 – 3. April 2009 4 Wochen | 4                                                | U2                                               | No Line on the Horizon                           | Dies ist bereits das sechste Nummer-eins-Album der Gruppe seit 1995. |
| 4. April 2009 – 10. April 2009 1 Woche | 1                                                | Yevgueni                                         | We zijn hier nu toch                             | Die Kleinkunstgruppe um Klaas Delrue und Geert Noppe steht mit ihrem dritten Album erstmals an der Spitze. |
| 11. April 2009 – 17. April 2009 1 Woche (insgesamt 4) | 4                                                | Kings of Leon                                    | Only by the Night                                | – |
| 18. April 2009 – 1. Mai 2009 2 Wochen | 2                                                | Free Souffriau                                   | Zingt Ann Christy – Een beetje anNders           | Mit ihren Neuinterpretationen von Ann Christy bringt Free Souffriau erstmals ein Album unter ihrem Namen heraus und gelangt damit an die Spitze. Zuvor spielte sie bereits die Hauptrolle in der Kinderserie Mega Mindy und sang auch die dazugehörige Musik.                                                             |
| 2. Mai 2009 – 15. Mai 2009 2 Wochen | 2                                                | Natalia                                          | Wise Girl                                        | Das dritte Nummer-eins-Album der Sängerin aus Oevel. |
| 16. Mai 2009 – 29. Mai 2009 2 Wochen (insgesamt 3) | 3                                                | The Sunsets                                      | The Sunsets                                      | Auf ihrem ersten Album spielt das Akkordeon-Duo hauptsächlich bekannte niederländischsprachige Schlager und erreicht damit den ersten Platz. |
| 30. Mai 2009 – 5. Juni 2009 1 Woche | 1                                                | Eminem                                           | Relapse                                          | Für den US-Rapper ist es das dritte Nummer-eins-Album und das erste seit sieben Jahren. |
| 6. Juni 2009 – 12. Juni 2009 1 Woche (insgesamt 3) | 3                                                | The Sunsets                                      | The Sunsets                                      | – |
| 13. Juni 2009 – 19. Juni 2009 1 Woche (insgesamt 3) | 3                                                | Eels                                             | Hombre lobo                                      | Die US-Rockband steht, 13 Jahre nach ihrem Debüt, erstmals auf Rang 1. |
| 20. Juni 2009 – 26. Juni 2009 1 Woche | 1                                                | Placebo                                          | Battle for the Sun                               | Nach Meds ist dies bereits die zweite Nummer 1 in den Albumcharts. |
| 27. Juni 2009 – 10. Juli 2009 2 Wochen (insgesamt 3) | 3                                                | Eels                                             | Hombre lobo                                      | – |
| 11. Juli 2009 – 17. Juli 2009 1 Woche (insgesamt 4) | 4                                                | Michael Jackson                                  | The Collection                                   | Nach seinem plötzlichen Tod erklomm eine Zusammenstellung mehrerer Alben des „King of Pop“ die Chartspitze. |
| 18. Juli 2009 – 24. Juli 2009 1 Woche | 1                                                | Michael Jackson                                  | King of Pop                                      | Auch die Belgian Edition des Best-of-Albums erreichte, knapp ein Jahr nach seiner Erstveröffentlichung, die Höchstposition. |
| 25. Juli 2009 – 14. August 2009 3 Wochen (insgesamt 4) | 4                                                | Michael Jackson                                  | The Collection                                   | – |
| 15. August 2009 – 28. August 2009 2 Wochen | 2                                                | Christoff                                        | 1001 nachten                                     | Mit seinem siebten Album steht der Schlagersänger erstmals an vorderster Position der Charts. |
| 29. August 2009 – 4. September 2009 1 Woche (insgesamt 2) | 2                                                | Lindsay                                          | De mooiste dag                                   | Mit ihrem Debütalbum kann die Schlagersängerin einen Nummer-eins-Erfolg landen. Auf diesem Album sind auch einige Kollaborationen mit Christoff und den Sunsets zu hören, welche zuvor noch mit ihren Alben vorne lagen.                                                                                                  |
| 5. September 2009 – 11. September 2009 1 Woche | 1                                                | Arctic Monkeys                                   | Humbug                                           | Mit ihrem dritten Album schaffen es die Indie-Rocker aus Sheffield erstmals auf den ersten Platz. |
| 12. September 2009 – 18. September 2009 1 Woche (insgesamt 2) | 2                                                | Lindsay                                          | De mooiste dag                                   | – |
| 19. September 2009 – 2. Oktober 2009 2 Wochen | 2                                                | Muse                                             | The Resistance                                   | Nach Black Holes & Revelations ist dies das zweite Nummer-eins-Album der britischen Rockgruppe. |
| 3. Oktober 2009 – 9. Oktober 2009 1 Woche | 1                                                | Madonna                                          | Celebration                                      | Das Best-of-Album der „Queen of Pop“ ist zugleich die fünfte Nummer 1 in Flandern seit 1995. |
| 10. Oktober 2009 – 23. Oktober 2009 2 Wochen | 2                                                | (Verschiedene Interpreten)                       | Junior Eurosong 2009                             | Das Doppelalbum zum belgischen Vorentscheid zum Junior Eurovision Song Contest 2009 erreicht, wie bereits zwei Jahre zuvor, die Chartspitze. In diesem Jahr wurden die Lieder in jeweils zwei Versionen aufgenommen. Siegerin ist Laura Omloop mit Zo verliefd (Yodelo), beim JESC in Kiew belegt sie damit den 4. Platz. |
| 24. Oktober 2009 – 6. November 2009 2 Wochen (insgesamt 3) | 3                                                | Clouseau                                         | Zij aan zij                                      | Zum achten Mal seit 1995 steht Clouseau an der Spitze. Zuvor erlangte die Single-Auskopplung Leve België Aufmerksamkeit, welche sich für die Einheit Belgiens einsetzt. |
| 7. November 2009 – 13. November 2009 1 Woche (insgesamt 2) | 2                                                | Michael Jackson                                  | This Is It                                       | Das Album zum Konzertfilm ist bereits die dritte Nummer eins für Michael Jackson im Jahr 2009 und die sechste Nummer eins seit 1995. |
| 14. November 2009 – 20. November 2009 1 Woche (insgesamt 3) | 3                                                | Clouseau                                         | Zij aan zij                                      | – |
| 21. November 2009 – 27. November 2009 1 Woche | 1                                                | Michael Jackson                                  | This Is It                                       | – |
| 28. November 2009 – 15. Januar 2010 7 Wochen | 7                                                | K3                                               | MaMaSé!                                          | Das Doppelalbum, zugleich das erste mit dem neuen Bandmitglied Josje Huisman, enthält sowohl neue Songs als auch Neuinterpretationen früherer Titel. Für die Gruppe ist es das siebte Nummer-eins-Album in Flandern. |

### Jahreshitparaden
| ← 2008 ← | Liste der Nummer-eins-Hits in Belgien (Flandern) | Liste der Nummer-eins-Hits in Belgien (Flandern)     | Liste der Nummer-eins-Hits in Belgien (Flandern) | 2010 →   |
| \| Singles \| Position# \| Alben \| \| ----------------------------------------------------------------------------------------------------------------------------------------------- \| --------- \| ---------------------------------------------------- \| \| Poker Face Lady Gaga Stefani Germanotta, Nadir Khayat \| 1 \| Only by the Night Kings of Leon \| \| MaMaSé! K3 Peter Jules Gillis, Alain Robert Anna Vande Putte, Miguel Jose Eric Wiels \| 2 \| MaMaSé! K3 \| \| Use Somebody Kings of Leon Michael Jared Followill, Cameron Matthew Followill, Ivan Nathaniel Followill, Anthony Caleb Followill \| 3 \| Here We Go Again Lady Linn and Her Magnificant Seven \| \| I Gotta Feeling The Black Eyed Peas Pierre David Guetta, Frederic Jean Riesterer, William Adams, Allan Apll Pineda, Jaime Gomez, Stacy Ferguson \| 4 \| Junior Eurosong 2009 (Verschiedene Interpreten) \| \| Boom Boom Pow The Black Eyed Peas William Adams, Allan Apll Pineda, Jaime Gomez, Stacy Ferguson \| 5 \| No Line on the Horizon U2 \| \| Fuck You Lily Allen Lily Rose Beatrice Allen, Greg Kurstin \| 6 \| The Sunsets Sunsets \| \| C’est beau la bourgeoisie Discobitch Musik: Laurent Konrad; Text: Pauline Catherine Sampeur \| 7 \| Zij ann zij Clouseau \| \| Sky and Sand Paul & Fritz Kalkbrenner Paul Kalkbrenner, Fritz Kalkbrenner \| 8 \| The Fame Lady Gaga \| \| Heavy Cross Gossip Mary Beth Patterson, Nathan Howdeshell, Hannah Blilie \| 9 \| Viva la Vida or Death and All His Friends Coldplay \| \| Day ’n’ Night Kid Cudi vs. Crookers Musik: Oladipo Omishore; Text: Scott Ramon Seguro Mescudi \| 10 \| The Collection Michael Jackson \| |                                                  |                                                      |                                                  |          |
| ← 2008 |                                                  |                                                      |                                                  | → 2010 → |
| Singles | Position#                                        | Alben                                                |                                                  |          |
| Poker Face Lady Gaga Stefani Germanotta, Nadir Khayat | 1                                                | Only by the Night Kings of Leon                      |                                                  |          |
| MaMaSé! K3 Peter Jules Gillis, Alain Robert Anna Vande Putte, Miguel Jose Eric Wiels | 2                                                | MaMaSé! K3                                           |                                                  |          |
| Use Somebody Kings of Leon Michael Jared Followill, Cameron Matthew Followill, Ivan Nathaniel Followill, Anthony Caleb Followill | 3                                                | Here We Go Again Lady Linn and Her Magnificant Seven |                                                  |          |
| I Gotta Feeling The Black Eyed Peas Pierre David Guetta, Frederic Jean Riesterer, William Adams, Allan Apll Pineda, Jaime Gomez, Stacy Ferguson | 4                                                | Junior Eurosong 2009 (Verschiedene Interpreten)      |                                                  |          |
| Boom Boom Pow The Black Eyed Peas William Adams, Allan Apll Pineda, Jaime Gomez, Stacy Ferguson | 5                                                | No Line on the Horizon U2                            |                                                  |          |
| Fuck You Lily Allen Lily Rose Beatrice Allen, Greg Kurstin | 6                                                | The Sunsets Sunsets                                  |                                                  |          |
| C’est beau la bourgeoisie Discobitch Musik: Laurent Konrad; Text: Pauline Catherine Sampeur | 7                                                | Zij ann zij Clouseau                                 |                                                  |          |
| Sky and Sand Paul & Fritz Kalkbrenner Paul Kalkbrenner, Fritz Kalkbrenner | 8                                                | The Fame Lady Gaga                                   |                                                  |          |
| Heavy Cross Gossip Mary Beth Patterson, Nathan Howdeshell, Hannah Blilie | 9                                                | Viva la Vida or Death and All His Friends Coldplay   |                                                  |          |
| Day ’n’ Night Kid Cudi vs. Crookers Musik: Oladipo Omishore; Text: Scott Ramon Seguro Mescudi | 10                                               | The Collection Michael Jackson                       |                                                  |          |

## Wallonien

### Singles
| ← 2008 ← | Liste der Nummer-eins-Hits in Belgien (Wallonie) | Liste der Nummer-eins-Hits in Belgien (Wallonie) | Liste der Nummer-eins-Hits in Belgien (Wallonie) | 2010 → |
| \| Zeitraum \| Wo. ges. \| Interpret \| Titel Autor(en) \| Zusätzliche Informationen \| \| (Zeitraum, Wochen auf Platz eins, Interpret, Titel, Autor[en], zusätzliche Informationen) \| \| \| \| \| \| ----------------------------------------------------------------------------------------- \| -------- \| ---------------------------------- \| --------------------------------------------------------------------------------------------------------------------------------------------------------------------------------------------------------------- \| ---------------------------------------------------------------------------------------------------------------------------------------------------------------------------------- \| \| 8. November 2008 – 30. Januar 2009 12 Wochen \| 12 \| Grégoire \| Toi + moi Grégoire Boissenot \| Das Debüt des französischen Sängers ist in Belgien erfolgreicher als im eigenen Lande. \| \| 31. Januar 2009 – 13. Februar 2009 2 Wochen \| 2 \| Katy Perry \| Hot n Cold Katy Perry, Lukasz Gottwald, Max Martin \| Nachdem I Kissed a Girl noch auf Platz 3 kam, ist dies der erste Nummer-eins-Erfolg von Katy Perry im frankophonen Belgien. \| \| 14. Februar 2009 – 27. März 2009 6 Wochen (insgesamt 9) \| 9 \| Lady Gaga \| Poker Face Stefani Germanotta, Nadir Khayat \| Dieser Song brachte der Sängerin den internationalen Durchbruch. \| \| 28. März 2009 – 3. April 2009 1 Woche \| 1 \| Les Enfoirés \| Ici les Enfoirés \| Der Titelsong des diesjängiren Albums der Enfoirés, ein Cover von You're in the army now. \| \| 4. April 2009 – 24. April 2009 3 Wochen (insgesamt 9) \| 9 \| Lady Gaga \| Poker Face Stefani Germanotta, Nadir Khayat \| – \| \| 25. April 2009 – 1. Mai 2009 1 Woche \| 1 \| Flo Rida feat. Kesha \| Right Round Philip Martin Lawrence II, Lukasz Gottwald, Tramar Dillard, Justin Scott Franks, Allan Peter Grigg, Peter Jozzepi Burns, Stephen Coy, Timothy John Lever, Michael David Percy, Peter Gene Hernandez \| Sowohl Flo Rida als auch Kesha stehen mit der Neuinterpretation des Dead-or-Alive-Hits erstmals an der Chartspitze. \| \| 2. Mai 2009 – 8. Mai 2009 1 Woche \| 1 \| James Morrison feat. Nelly Furtado \| Broken Strings Fraser Lance Thorneycroft Smith, James Morrison, Nina Sofia Marie Woodford \| Diese Zusammenarbeit stellt für beide Interpreten den ersten Nummer-eins-Erfolg im frankophonen Belgien dar. \| \| 9. Mai 2009 – 29. Mai 2009 3 Wochen \| 3 \| Calogero \| C’est dit Musik: Calogero Joseph Maurici; Text: Jean-Jacques Goldman \| Neun Jahre nach seinem Debüt liegt der französische Musiker in Belgien erstmals vorne. \| \| 30. Mai 2009 – 3. Juli 2009 5 Wochen \| 5 \| The Black Eyed Peas \| Boom Boom Pow William Adams, Allan Apll Pineda, Jaime Gomez, Stacy Ferguson \| Sechs Jahre nach Shut Up ist dies der zweite Nummer-eins-Hit der Black Eyed Peas. \| \| 4. Juli 2009 – 31. Juli 2009 4 Wochen \| 4 \| David Guetta feat. Kelly Rowland \| When Love Takes Over Musik: Pierre David Guetta, Frederic Jean Riesterer; Text: Miriam Nervo, Olivia Nervo, Kelendria Trene Rowland \| Sowohl für Guetta als auch für Rowland ist dies die erste Nummer eins in Belgien. \| \| 1. August 2009 – 4. September 2009 5 Wochen (insgesamt 8) \| 8 \| The Black Eyed Peas \| I Gotta Feeling Pierre David Guetta, Frederic Jean Riesterer, William Adams, Allan Apll Pineda, Jaime Gomez, Stacy Ferguson \| Auch die zweite Singleauskopplung aus dem Album The E.N.D. erklimmt die Chartspitze. \| \| 5. September 2009 – 11. September 2009 1 Woche (insgesamt 3) \| 3 \| David Guetta feat. Akon \| Sexy Bitch Pierre David Guetta, Jean-claude Sindres, Aliaune Thiam, Sandy Julien Wilhelm, Giorgio H. Tuinfort \| Für Akon ist es die erste Nummer eins, für David Guetta bereits die zweite als Interpret und die dritte Nummer eins in Folge als Autor. \| \| 12. September 2009 – 18. September 2009 1 Woche (insgesamt 8) \| 8 \| The Black Eyed Peas \| I Gotta Feeling Pierre David Guetta, Frederic Jean Riesterer, William Adams, Allan Apll Pineda, Jaime Gomez, Stacy Ferguson \| – \| \| 19. September 2009 – 25. September 2009 1 Woche (insgesamt 3) \| 3 \| David Guetta feat. Akon \| Sexy Bitch Pierre David Guetta, Jean-claude Sindres, Aliaune Thiam, Sandy Julien Wilhelm, Giorgio H. Tuinfort \| – \| \| 26. September 2009 – 2. Oktober 2009 1 Woche (insgesamt 8) \| 8 \| The Black Eyed Peas \| I Gotta Feeling Pierre David Guetta, Frederic Jean Riesterer, William Adams, Allan Apll Pineda, Jaime Gomez, Stacy Ferguson \| – \| \| 3. Oktober 2009 – 6. November 2009 5 Wochen (insgesamt 8) \| 8 \| Stromae \| Alors on danse Paul Van Haver \| Der Musiker aus Etterbeek erreicht mit seinem Debüt die Chartspitze, später soll dies auch in Flandern sowie im deutschsprachigen Raum gelingen. \| \| 7. November 2009 – 13. November 2009 1 Woche (insgesamt 8) \| 8 \| The Black Eyed Peas \| I Gotta Feeling Pierre David Guetta, Frederic Jean Riesterer, William Adams, Allan Apll Pineda, Jaime Gomez, Stacy Ferguson \| – \| \| 14. November 2009 – 20. November 2009 1 Woche (insgesamt 3) \| 3 \| David Guetta feat. Akon \| Sexy Bitch Pierre David Guetta, Jean-claude Sindres, Aliaune Thiam, Sandy Julien Wilhelm, Giorgio H. Tuinfort \| – \| \| 21. November 2009 – 4. Dezember 2009 2 Wochen (insgesamt 5) \| 5 \| The Black Eyed Peas \| Meet Me Halfway Sylvia Gordon, William Adams, Jean Baptiste Kouamé, Stacy Ferguson, Jaime Gomez, Keith Harris, Allan Apll Pineda, Printz Board, Karen Lee Orzolek, Nicholas Joseph Zinner, Brian Chase \| Dies ist der dritte Nummer-eins-Hit der Black Eyed Peas in Folge und der Vierte insgesamt. \| \| 5. Dezember 2009 – 25. Dezember 2009 3 Wochen \| 3 \| The Champions \| We Are the Best Patrick Samoy, Marco Losso, Jacques Julien Henri Massart \| Direkt nach Veröffentlichung steigt die neue offizielle Hymne von Standard Lüttich an die Spitze der Download-Charts und bleibt drei Wochen auf Platz 1 der offiziellen Charts.[1] \| \| 26. Dezember 2009 – 15. Januar 2010 3 Wochen (insgesamt 5) \| 5 \| The Black Eyed Peas \| Meet Me Halfway Sylvia Gordon, William Adams, Jean Baptiste Kouamé, Stacy Ferguson, Jaime Gomez, Keith Harris, Allan Apll Pineda, Printz Board, Karen Lee Orzolek, Nicholas Joseph Zinner, Brian Chase \| – \| |                                                  |                                                  | | |
| ← 2008 |                                                  |                                                  | | → 2010 → |
| Zeitraum | Wo. ges.                                         | Interpret                                        | Titel Autor(en) | Zusätzliche Informationen |
| (Zeitraum, Wochen auf Platz eins, Interpret, Titel, Autor[en], zusätzliche Informationen) |                                                  |                                                  | | |
| 8. November 2008 – 30. Januar 2009 12 Wochen | 12                                               | Grégoire                                         | Toi + moi Grégoire Boissenot | Das Debüt des französischen Sängers ist in Belgien erfolgreicher als im eigenen Lande.                                                                                          |
| 31. Januar 2009 – 13. Februar 2009 2 Wochen | 2                                                | Katy Perry                                       | Hot n Cold Katy Perry, Lukasz Gottwald, Max Martin | Nachdem I Kissed a Girl noch auf Platz 3 kam, ist dies der erste Nummer-eins-Erfolg von Katy Perry im frankophonen Belgien.                                                     |
| 14. Februar 2009 – 27. März 2009 6 Wochen (insgesamt 9) | 9                                                | Lady Gaga                                        | Poker Face Stefani Germanotta, Nadir Khayat | Dieser Song brachte der Sängerin den internationalen Durchbruch. |
| 28. März 2009 – 3. April 2009 1 Woche | 1                                                | Les Enfoirés                                     | Ici les Enfoirés | Der Titelsong des diesjängiren Albums der Enfoirés, ein Cover von You're in the army now.                                                                                       |
| 4. April 2009 – 24. April 2009 3 Wochen (insgesamt 9) | 9                                                | Lady Gaga                                        | Poker Face Stefani Germanotta, Nadir Khayat | – |
| 25. April 2009 – 1. Mai 2009 1 Woche | 1                                                | Flo Rida feat. Kesha                             | Right Round Philip Martin Lawrence II, Lukasz Gottwald, Tramar Dillard, Justin Scott Franks, Allan Peter Grigg, Peter Jozzepi Burns, Stephen Coy, Timothy John Lever, Michael David Percy, Peter Gene Hernandez | Sowohl Flo Rida als auch Kesha stehen mit der Neuinterpretation des Dead-or-Alive-Hits erstmals an der Chartspitze.                                                             |
| 2. Mai 2009 – 8. Mai 2009 1 Woche | 1                                                | James Morrison feat. Nelly Furtado               | Broken Strings Fraser Lance Thorneycroft Smith, James Morrison, Nina Sofia Marie Woodford | Diese Zusammenarbeit stellt für beide Interpreten den ersten Nummer-eins-Erfolg im frankophonen Belgien dar.                                                                    |
| 9. Mai 2009 – 29. Mai 2009 3 Wochen | 3                                                | Calogero                                         | C’est dit Musik: Calogero Joseph Maurici; Text: Jean-Jacques Goldman | Neun Jahre nach seinem Debüt liegt der französische Musiker in Belgien erstmals vorne.                                                                                          |
| 30. Mai 2009 – 3. Juli 2009 5 Wochen | 5                                                | The Black Eyed Peas                              | Boom Boom Pow William Adams, Allan Apll Pineda, Jaime Gomez, Stacy Ferguson | Sechs Jahre nach Shut Up ist dies der zweite Nummer-eins-Hit der Black Eyed Peas.                                                                                               |
| 4. Juli 2009 – 31. Juli 2009 4 Wochen | 4                                                | David Guetta feat. Kelly Rowland                 | When Love Takes Over Musik: Pierre David Guetta, Frederic Jean Riesterer; Text: Miriam Nervo, Olivia Nervo, Kelendria Trene Rowland                                                                             | Sowohl für Guetta als auch für Rowland ist dies die erste Nummer eins in Belgien.                                                                                               |
| 1. August 2009 – 4. September 2009 5 Wochen (insgesamt 8) | 8                                                | The Black Eyed Peas                              | I Gotta Feeling Pierre David Guetta, Frederic Jean Riesterer, William Adams, Allan Apll Pineda, Jaime Gomez, Stacy Ferguson                                                                                     | Auch die zweite Singleauskopplung aus dem Album The E.N.D. erklimmt die Chartspitze.                                                                                            |
| 5. September 2009 – 11. September 2009 1 Woche (insgesamt 3) | 3                                                | David Guetta feat. Akon                          | Sexy Bitch Pierre David Guetta, Jean-claude Sindres, Aliaune Thiam, Sandy Julien Wilhelm, Giorgio H. Tuinfort                                                                                                   | Für Akon ist es die erste Nummer eins, für David Guetta bereits die zweite als Interpret und die dritte Nummer eins in Folge als Autor.                                         |
| 12. September 2009 – 18. September 2009 1 Woche (insgesamt 8) | 8                                                | The Black Eyed Peas                              | I Gotta Feeling Pierre David Guetta, Frederic Jean Riesterer, William Adams, Allan Apll Pineda, Jaime Gomez, Stacy Ferguson                                                                                     | – |
| 19. September 2009 – 25. September 2009 1 Woche (insgesamt 3) | 3                                                | David Guetta feat. Akon                          | Sexy Bitch Pierre David Guetta, Jean-claude Sindres, Aliaune Thiam, Sandy Julien Wilhelm, Giorgio H. Tuinfort                                                                                                   | – |
| 26. September 2009 – 2. Oktober 2009 1 Woche (insgesamt 8) | 8                                                | The Black Eyed Peas                              | I Gotta Feeling Pierre David Guetta, Frederic Jean Riesterer, William Adams, Allan Apll Pineda, Jaime Gomez, Stacy Ferguson                                                                                     | – |
| 3. Oktober 2009 – 6. November 2009 5 Wochen (insgesamt 8) | 8                                                | Stromae                                          | Alors on danse Paul Van Haver | Der Musiker aus Etterbeek erreicht mit seinem Debüt die Chartspitze, später soll dies auch in Flandern sowie im deutschsprachigen Raum gelingen.                                |
| 7. November 2009 – 13. November 2009 1 Woche (insgesamt 8) | 8                                                | The Black Eyed Peas                              | I Gotta Feeling Pierre David Guetta, Frederic Jean Riesterer, William Adams, Allan Apll Pineda, Jaime Gomez, Stacy Ferguson                                                                                     | – |
| 14. November 2009 – 20. November 2009 1 Woche (insgesamt 3) | 3                                                | David Guetta feat. Akon                          | Sexy Bitch Pierre David Guetta, Jean-claude Sindres, Aliaune Thiam, Sandy Julien Wilhelm, Giorgio H. Tuinfort                                                                                                   | – |
| 21. November 2009 – 4. Dezember 2009 2 Wochen (insgesamt 5) | 5                                                | The Black Eyed Peas                              | Meet Me Halfway Sylvia Gordon, William Adams, Jean Baptiste Kouamé, Stacy Ferguson, Jaime Gomez, Keith Harris, Allan Apll Pineda, Printz Board, Karen Lee Orzolek, Nicholas Joseph Zinner, Brian Chase          | Dies ist der dritte Nummer-eins-Hit der Black Eyed Peas in Folge und der Vierte insgesamt.                                                                                      |
| 5. Dezember 2009 – 25. Dezember 2009 3 Wochen | 3                                                | The Champions                                    | We Are the Best Patrick Samoy, Marco Losso, Jacques Julien Henri Massart | Direkt nach Veröffentlichung steigt die neue offizielle Hymne von Standard Lüttich an die Spitze der Download-Charts und bleibt drei Wochen auf Platz 1 der offiziellen Charts. |
| 26. Dezember 2009 – 15. Januar 2010 3 Wochen (insgesamt 5) | 5                                                | The Black Eyed Peas                              | Meet Me Halfway Sylvia Gordon, William Adams, Jean Baptiste Kouamé, Stacy Ferguson, Jaime Gomez, Keith Harris, Allan Apll Pineda, Printz Board, Karen Lee Orzolek, Nicholas Joseph Zinner, Brian Chase          | – |

### Alben
| ← 2008 ← | Liste der Nummer-eins-Hits in Belgien (Wallonie) | Liste der Nummer-eins-Hits in Belgien (Wallonie) | Liste der Nummer-eins-Hits in Belgien (Wallonie)      | 2010 → |
| \| Zeitraum \| Wo. ges. \| Interpret \| Titel \| Zusätzliche Informationen \| \| (Zeitraum, Wochen auf Platz eins, Interpret, Titel, zusätzliche Informationen) \| \| \| \| \| \| ------------------------------------------------------------------------------ \| -------- \| ------------------- \| ----------------------------------------------------- \| ------------------------------------------------------------------------------------------------------------------------------------------------------------------------ \| \| 6. Dezember 2008 – 6. März 2009 13 Wochen \| 13 \| Seal \| Soul \| Für Seal ist es das erste Nummer-eins-Album in Belgien. \| \| 7. März 2009 – 13. März 2009 1 Woche \| 1 \| U2 \| No Line on the Horizon \| Dies ist bereits das vierte Nummer-eins-Album der Gruppe seit 1995. \| \| 14. März 2009 – 24. April 2009 6 Wochen \| 6 \| Les Enfoirés \| 2009: Les Enfoirés font leur cinéma \| Zum zehnten Mal in Folge steht das karikative Projekt auf dem ersten Platz, zusammen mit einer Kompilation aus dem Jahr 2001 ist dies somit das elfte Nummer-eins-Album. \| \| 25. April 2009 – 1. Mai 2009 1 Woche \| 1 \| Olivia Ruiz \| Miss Météores \| Mit ihrem fünften Album gelingt Ruiz die erste Spitzenplatzierung. \| \| 2. Mai 2009 – 5. Juni 2009 5 Wochen \| 5 \| Calogero \| L’embellie \| Das vierte Nummer-eins-Album des Musikers aus Frankreich. \| \| 6. Juni 2009 – 12. Juni 2009 1 Woche \| 1 \| Lara Fabian \| Toutes les femmes en moi \| Für die Kanadierin ist es das vierte Nummer-eins-Album und das erste seit 2003. \| \| 13. Juni 2009 – 19. Juni 2009 1 Woche (insgesamt 3) \| 3 \| Florent Pagny \| C’est comme ça \| Das sechste Nummer-eins-Album seit 1995. \| \| 20. Juni 2009 – 26. Juni 2009 1 Woche \| 1 \| Placebo \| Battle for the Sun \| Dies ist bereits das vierte Nummer-eins-Album hintereinander. \| \| 27. Juni 2009 – 10. Juli 2009 2 Wochen (insgesamt 3) \| 3 \| Florent Pagny \| C’est comme ça \| – \| \| 11. Juli 2009 – 17. Juli 2009 1 Woche (insgesamt 5) \| 5 \| Michael Jackson \| The Collection \| Nach seinem plötzlichen Tod erklomm eine Zusammenstellung mehrerer Alben des „King of Pop“ die Chartspitze. \| \| 18. Juli 2009 – 31. Juli 2009 2 Wochen \| 2 \| Michael Jackson \| King of Pop \| Auch die Belgian Edition des Best-of-Albums erreichte, knapp ein Jahr nach seiner Erstveröffentlichung, die Höchstposition. \| \| 1. August 2009 – 28. August 2009 4 Wochen (insgesamt 5) \| 5 \| Michael Jackson \| The Collection \| – \| \| 29. August 2009 – 4. September 2009 1 Woche (insgesamt 4) \| 4 \| The Black Eyed Peas \| The E.N.D. \| Das erste Nummer-eins-Album der Gruppe in Belgien. \| \| 5. September 2009 – 18. September 2009 2 Wochen \| 2 \| David Guetta \| One Love \| Mit seinem sechsten Album geht der Pariser DJ in Belgien erstmals in Führung. \| \| 19. September 2009 – 9. Oktober 2009 3 Wochen \| 3 \| Muse \| The Resistance \| Das erste Nummer-eins-Album der britischen Rockgruppe. \| \| 10. Oktober 2009 – 23. Oktober 2009 2 Wochen \| 2 \| Johnny Hallyday \| Tour 66 – Stade de France 2009 \| Das Livealbum stellt bereits die neun Nummer eins seit 1995 dar. \| \| 24. Oktober 2009 – 6. November 2009 2 Wochen \| 2 \| Pascal Obispo \| Welcome to the Magic World of Captain Samourai Flower \| Das vierte Nummer-eins-Album des französischen Musikers. \| \| 7. November 2009 – 27. November 2009 3 Wochen \| 3 \| Michael Jackson \| This Is It \| Das Album zum Konzertfilm ist bereits die dritte Nummer eins für Michael Jackson im Jahr 2009 und die siebte Nummer eins seit 1995. \| \| 28. November 2009 – 11. Dezember 2009 2 Wochen \| 2 \| Norah Jones \| The Fall \| Für Norah Jones ist dies die vierte Nummer eins hintereinander in den frankophonen Albumcharts. \| \| 12. Dezember 2009 – 18. Dezember 2009 1 Woche (insgesamt 3) \| 3 \| Vanessa Paradis \| Best Of \| Mit ihrem Best-of-Album landet Paradis zum zweiten Mal an der Spitze. \| \| 19. Dezember 2009 – 25. Dezember 2009 1 Woche \| 1 \| Mylène Farmer \| Nº5 on Tour \| Das Livealbum ist bereits die vierte Nummer eins für Mylène Farmer in Belgien. \| \| 26. Dezember 2009 – 8. Januar 2010 2 Wochen (insgesamt 3) \| 3 \| Vanessa Paradis \| Best Of \| – \| |                                                  |                                                  |                                                       | |
| ← 2008 |                                                  |                                                  |                                                       | → 2010 → |
| Zeitraum | Wo. ges.                                         | Interpret                                        | Titel                                                 | Zusätzliche Informationen |
| (Zeitraum, Wochen auf Platz eins, Interpret, Titel, zusätzliche Informationen) |                                                  |                                                  |                                                       | |
| 6. Dezember 2008 – 6. März 2009 13 Wochen | 13                                               | Seal                                             | Soul                                                  | Für Seal ist es das erste Nummer-eins-Album in Belgien. |
| 7. März 2009 – 13. März 2009 1 Woche | 1                                                | U2                                               | No Line on the Horizon                                | Dies ist bereits das vierte Nummer-eins-Album der Gruppe seit 1995. |
| 14. März 2009 – 24. April 2009 6 Wochen | 6                                                | Les Enfoirés                                     | 2009: Les Enfoirés font leur cinéma                   | Zum zehnten Mal in Folge steht das karikative Projekt auf dem ersten Platz, zusammen mit einer Kompilation aus dem Jahr 2001 ist dies somit das elfte Nummer-eins-Album. |
| 25. April 2009 – 1. Mai 2009 1 Woche | 1                                                | Olivia Ruiz                                      | Miss Météores                                         | Mit ihrem fünften Album gelingt Ruiz die erste Spitzenplatzierung. |
| 2. Mai 2009 – 5. Juni 2009 5 Wochen | 5                                                | Calogero                                         | L’embellie                                            | Das vierte Nummer-eins-Album des Musikers aus Frankreich. |
| 6. Juni 2009 – 12. Juni 2009 1 Woche | 1                                                | Lara Fabian                                      | Toutes les femmes en moi                              | Für die Kanadierin ist es das vierte Nummer-eins-Album und das erste seit 2003.                                                                                          |
| 13. Juni 2009 – 19. Juni 2009 1 Woche (insgesamt 3) | 3                                                | Florent Pagny                                    | C’est comme ça                                        | Das sechste Nummer-eins-Album seit 1995. |
| 20. Juni 2009 – 26. Juni 2009 1 Woche | 1                                                | Placebo                                          | Battle for the Sun                                    | Dies ist bereits das vierte Nummer-eins-Album hintereinander. |
| 27. Juni 2009 – 10. Juli 2009 2 Wochen (insgesamt 3) | 3                                                | Florent Pagny                                    | C’est comme ça                                        | – |
| 11. Juli 2009 – 17. Juli 2009 1 Woche (insgesamt 5) | 5                                                | Michael Jackson                                  | The Collection                                        | Nach seinem plötzlichen Tod erklomm eine Zusammenstellung mehrerer Alben des „King of Pop“ die Chartspitze.                                                              |
| 18. Juli 2009 – 31. Juli 2009 2 Wochen | 2                                                | Michael Jackson                                  | King of Pop                                           | Auch die Belgian Edition des Best-of-Albums erreichte, knapp ein Jahr nach seiner Erstveröffentlichung, die Höchstposition.                                              |
| 1. August 2009 – 28. August 2009 4 Wochen (insgesamt 5) | 5                                                | Michael Jackson                                  | The Collection                                        | – |
| 29. August 2009 – 4. September 2009 1 Woche (insgesamt 4) | 4                                                | The Black Eyed Peas                              | The E.N.D.                                            | Das erste Nummer-eins-Album der Gruppe in Belgien. |
| 5. September 2009 – 18. September 2009 2 Wochen | 2                                                | David Guetta                                     | One Love                                              | Mit seinem sechsten Album geht der Pariser DJ in Belgien erstmals in Führung.                                                                                            |
| 19. September 2009 – 9. Oktober 2009 3 Wochen | 3                                                | Muse                                             | The Resistance                                        | Das erste Nummer-eins-Album der britischen Rockgruppe. |
| 10. Oktober 2009 – 23. Oktober 2009 2 Wochen | 2                                                | Johnny Hallyday                                  | Tour 66 – Stade de France 2009                        | Das Livealbum stellt bereits die neun Nummer eins seit 1995 dar. |
| 24. Oktober 2009 – 6. November 2009 2 Wochen | 2                                                | Pascal Obispo                                    | Welcome to the Magic World of Captain Samourai Flower | Das vierte Nummer-eins-Album des französischen Musikers. |
| 7. November 2009 – 27. November 2009 3 Wochen | 3                                                | Michael Jackson                                  | This Is It                                            | Das Album zum Konzertfilm ist bereits die dritte Nummer eins für Michael Jackson im Jahr 2009 und die siebte Nummer eins seit 1995.                                      |
| 28. November 2009 – 11. Dezember 2009 2 Wochen | 2                                                | Norah Jones                                      | The Fall                                              | Für Norah Jones ist dies die vierte Nummer eins hintereinander in den frankophonen Albumcharts.                                                                          |
| 12. Dezember 2009 – 18. Dezember 2009 1 Woche (insgesamt 3) | 3                                                | Vanessa Paradis                                  | Best Of                                               | Mit ihrem Best-of-Album landet Paradis zum zweiten Mal an der Spitze. |
| 19. Dezember 2009 – 25. Dezember 2009 1 Woche | 1                                                | Mylène Farmer                                    | Nº5 on Tour                                           | Das Livealbum ist bereits die vierte Nummer eins für Mylène Farmer in Belgien.                                                                                           |
| 26. Dezember 2009 – 8. Januar 2010 2 Wochen (insgesamt 3) | 3                                                | Vanessa Paradis                                  | Best Of                                               | – |

### Jahreshitparaden
| ← 2008 ← | Liste der Nummer-eins-Hits in Belgien (Wallonie) | Liste der Nummer-eins-Hits in Belgien (Wallonie) | Liste der Nummer-eins-Hits in Belgien (Wallonie) | 2010 →   |
| \| Singles \| Position# \| Alben \| \| -------------------------------------------------------------------------------------------------------------------------------------------------------------------- \| --------- \| ------------------------------------------ \| \| Poker Face Lady Gaga Stefani Germanotta, Nadir Khayat \| 1 \| Soul Seal \| \| Toi + moi Grégoire Grégoire Boissenot \| 2 \| Les Enfoirés font leur cinéma Les Enfoirés \| \| I Gotta Feeling The Black Eyed Peas Pierre David Guetta, Frederic Jean Riesterer, William Adams, Allan Apll Pineda, Jaime Gomez, Stacy Ferguson \| 3 \| L’embellie Calogero \| \| Like a Hobo Charlie Winston \| 4 \| La république des meteors Indochine \| \| When Love Takes Over David Guetta feat. Kelly Rowland Musik: Pierre David Guetta, Frederic Jean Riesterer; Text: Miriam Nervo, Olivia Nervo, Kelendria Trene Rowland \| 5 \| No Line on the Horizon U2 \| \| Hot n Cold Katy Perry Katy Perry, Lukasz Gottwald, Max Martin \| 6 \| Zest of Zazie Zazie \| \| Ça m’énerve Helmut Fritz Musik: Laurent Konrad, Mohammadreza Sadeghin; Text: Eric Jean Greff \| 7 \| Toi + moi Grégoire \| \| Boom Boom Pow The Black Eyed Peas William Adams, Allan Apll Pineda, Jaime Gomez, Stacy Ferguson \| 8 \| The Resistance Muse \| \| Sexy Bitch David Guetta feat. Akon Pierre David Guetta, Jean-claude Sindres, Aliaune Thiam, Sandy Julien Wilhelm, Giorgio H. Tuinfort \| 9 \| Sounds of the Universe Depeche Mode \| \| Comme des enfants Cœur de Pirate Beatrice Mireille Martin \| 10 \| Hobo Charlie Winston \| |                                                  |                                                  |                                                  |          |
| ← 2008 |                                                  |                                                  |                                                  | → 2010 → |
| Singles | Position#                                        | Alben                                            |                                                  |          |
| Poker Face Lady Gaga Stefani Germanotta, Nadir Khayat | 1                                                | Soul Seal                                        |                                                  |          |
| Toi + moi Grégoire Grégoire Boissenot | 2                                                | Les Enfoirés font leur cinéma Les Enfoirés       |                                                  |          |
| I Gotta Feeling The Black Eyed Peas Pierre David Guetta, Frederic Jean Riesterer, William Adams, Allan Apll Pineda, Jaime Gomez, Stacy Ferguson | 3                                                | L’embellie Calogero                              |                                                  |          |
| Like a Hobo Charlie Winston | 4                                                | La république des meteors Indochine              |                                                  |          |
| When Love Takes Over David Guetta feat. Kelly Rowland Musik: Pierre David Guetta, Frederic Jean Riesterer; Text: Miriam Nervo, Olivia Nervo, Kelendria Trene Rowland | 5                                                | No Line on the Horizon U2                        |                                                  |          |
| Hot n Cold Katy Perry Katy Perry, Lukasz Gottwald, Max Martin | 6                                                | Zest of Zazie Zazie                              |                                                  |          |
| Ça m’énerve Helmut Fritz Musik: Laurent Konrad, Mohammadreza Sadeghin; Text: Eric Jean Greff | 7                                                | Toi + moi Grégoire                               |                                                  |          |
| Boom Boom Pow The Black Eyed Peas William Adams, Allan Apll Pineda, Jaime Gomez, Stacy Ferguson | 8                                                | The Resistance Muse                              |                                                  |          |
| Sexy Bitch David Guetta feat. Akon Pierre David Guetta, Jean-claude Sindres, Aliaune Thiam, Sandy Julien Wilhelm, Giorgio H. Tuinfort | 9                                                | Sounds of the Universe Depeche Mode              |                                                  |          |
| Comme des enfants Cœur de Pirate Beatrice Mireille Martin | 10                                               | Hobo Charlie Winston                             |                                                  |          |